# Кініох
Кініох (шотл. гел. Cínaed mac Luchtren) — король піктів. Правив у 616-631 роках. Згадується у середньовічних хроніках (Ірландські аннали, Аннали Ульстера, Аннали Тігернаха та Chronicon Scotorum). Згідно Піктської хроніки він правив 14 або 19 років, а його спадкоємцем став Гартнарт III. Аннали Ульстера вказують, що він загинув у 631 році у бою.